# Księga Estery
Księga Estery [Est] (hebr. ‏מגילת אֶסְתֵּר Megilat Ester‎, stgr. Εσθήρ) – jedna z ksiąg Biblii, spisana w dwóch wersjach różniących się treścią i językiem:
- wersja krótsza i hebrajska została włączona do Biblii Hebrajskiej;
- wersja dłuższa i grecka wchodzi w skład chrześcijańskiego Starego Testamentu.

Fragmenty obecne jedynie w tekście greckim zaliczane są do deuterokanonicznych. W Septuagincie i jej przekładach na inne języki znajduje się bezpośrednio po Księdze Judyty.

## Nazwa księgi
Nazwa księgi pochodzi od imienia głównej bohaterki Estery.

## Tekst i język oryginału
Księga Estery ma wersję hebrajską składającą się z 10 rozdziałów oraz wersję grecką również składającą się z 10 rozdziałów, które zostały uzupełnione o 6 epizodów niedodających nowych informacji, jedynie wyjaśniających opisane wypadki. Fragmenty umieszczone jedynie w wersji greckiej to sen Mardocheusza oraz historia wykrycia przez niego spisku na życie króla, edykt Hamana, modlitwa Mardocheusza i Estery, poszerzona scena przebycia Estery do króla, dekret króla oraz wykład snu Mardocheusza. W Septuagincie są one wplecione w treść księgi, natomiast Wulgata umieszcza je na końcu jako Est 10,4–15,24.

## Autorstwo księgi

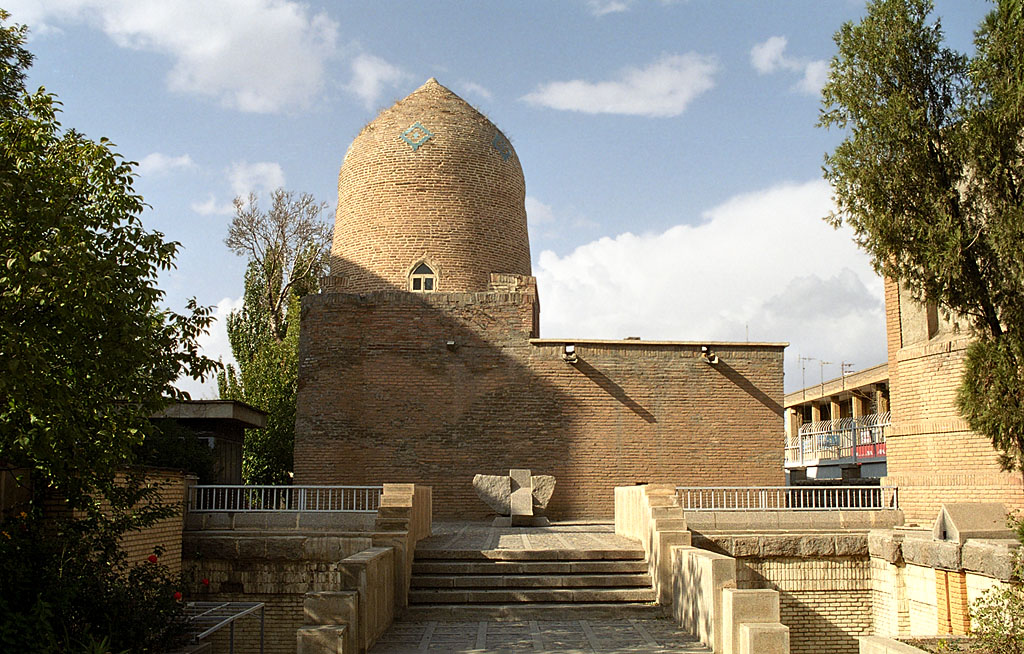
Mauzoleum Estery i Mardocheusza w Hamadanie

Autor zarówno hebrajskiej jak i greckiej wersji Księgi Estery pozostaje nieznany, natomiast autorstwo było przypisywane wielu autorom, na podstawie różnych przesłanek. Klemens Aleksandryjski uważał, na podstawie bezpośrednich zapisów w księdze, że autorem był sam Mardocheusz. Św. Augustyn i św. Izydor pisali, że autorem jest Ezdrasz ze względu na podobieństwa językowe księgi Estery z Księgą Ezdrasza oraz Pierwszą Księgą Kronik i Drugą Księgą Kronik. Hermann Zschokke prezentował pogląd, że autorem był współczesny Mardocheuszowi współwyznawca, korzystający przy pisaniu zarówno z bezpośrednich informacji jak i ze źródeł pisanych, a Johannes Schildenberger, że tekst hebrajski i tekst grecki mają dwóch odrębnych autorów. Według Talmudu autorami księgi byli mężowie Wielkiej Synagogi, co oznaczało by jej powstanie dopiero w II wieku n.e., co przeczy innym źródłom.
Według obecnych poglądów, autorem wersji hebrajskiej był Żyd, piszący około 150 roku p.n.e. po zwycięstwie Machabeuszów, na podstawie dostępnych wówczas jeszcze oryginalnych źródeł i przekazów ustnych, natomiast autorem lub też tłumaczem wersji hebrajskiej i redaktorem wersji greckiej był hellenistyczny Żyd przed 114 rokiem p.n.e..

## Miejsce powstania księgi

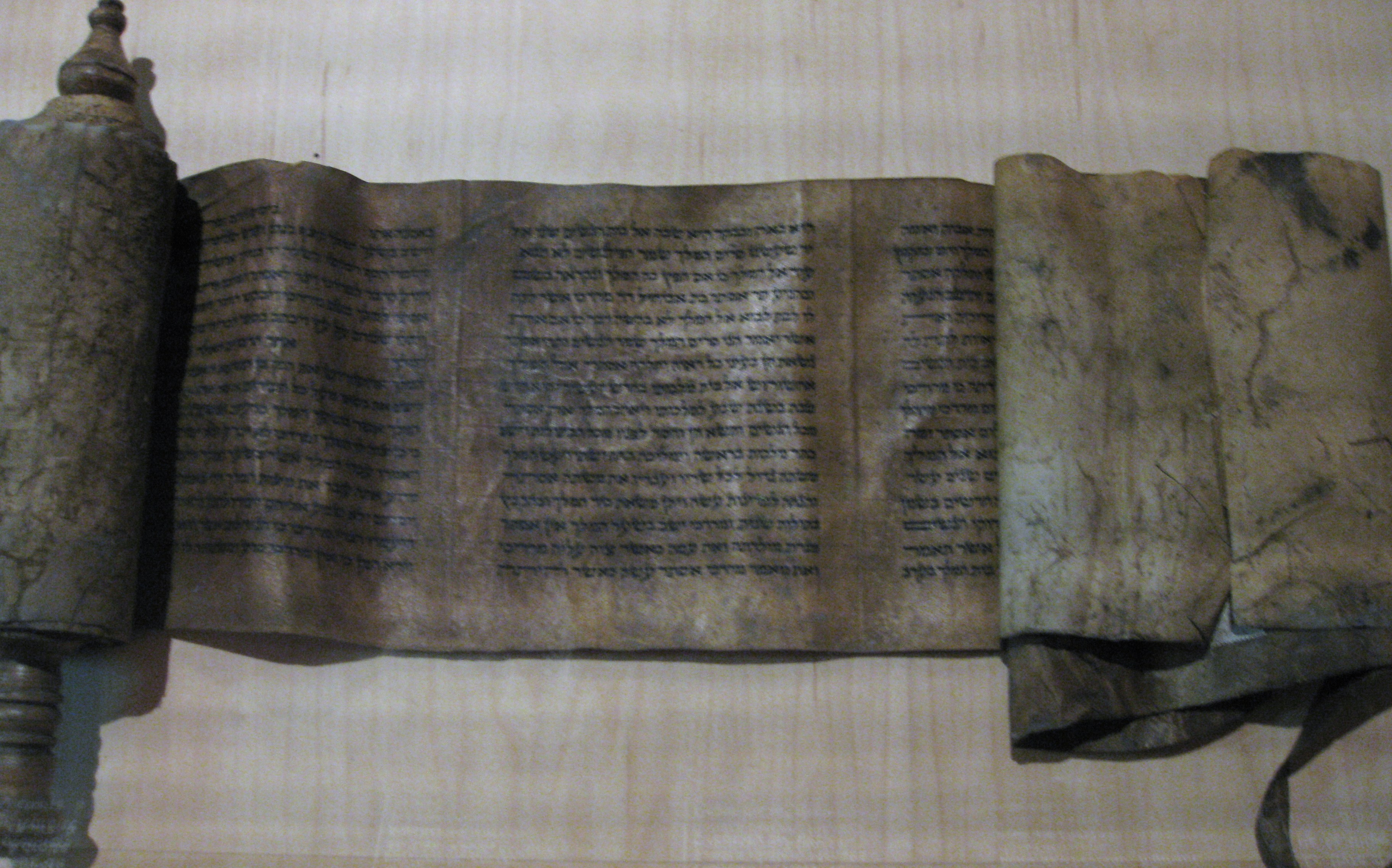
Zwój z hebrajskim tekstem Księgi Estery z XIII/XIV wieku z Maroka, obecnie w Musée du quai Branly

Miejsce powstania księgi Estery pozostaje nieznane. Istnieją trzy domniemane miejsca powstania księgi – Suza, Egipt ptolemejski oraz Jerozolima. Za powstaniem księgi we wschodniej diasporze żydowskiej w stolicy Persji przemawia dobra znajomość realiów dworskich oraz szczegółów topograficznych i organizacji państwowej oraz brak wzmianek o Palestynie, natomiast za powstaniem w zachodniej diasporze w Egipcie – podobieństwa stylistyczne z Trzecią Księgą Machabejską, która na pewno powstała w Egipcie. Za Jerozolimą jako najprawdopodobniejszym miejscem jej powstania przemawia informacja zawarta w samej księdze o przyniesieniu jej do Egiptu z Jerozolimy (Est 10,31) oraz umieszczenie jej w kanonie żydowskim, co zgodnie z przekazem późniejszych rabinów nie byłoby możliwe, jeżeli księga nie powstałaby w Palestynie.

## Kanoniczność
Księga Estery, pomimo że nie jest cytowana przez Nowy Testament ani inne księgi Starego Testamentu, uważana była za natchnioną i kanoniczną już przez uczniów Jezusa Chrystusa. Ojcowie Kościoła w większości opowiadali się za kanonicznością księgi w jej greckiej wersji, co zostało potwierdzone przez Synod Rzymski z 382 roku.
Marcin Luter twierdził w Mowach stołowych, że Księgę Estery należy usunąć z kanonu Biblii: „Księga Estery, chociaż [Żydzi] mają ją w Kanonie, moim zdaniem zasługuje bardziej niż cała reszta [inne odrzucane przezeń ksiegi] na to, aby się znalazła poza Kanonem”. W swej Postylli wyznał: „Jestem tak dalece nieprzyjacielem tej księgi [2 Machabejskiej] oraz księgi o Esterze, że pragnąłbym, ażeby nie istniały, gdyż mieści się w nich mnóstwo żydowszczyzny i zepsucia pogańskiego” (niem.: Ich bin dem Buch und Esther so feind, daß ich wollte sie wären gar nicht vorhanden; denn sie judenzen zu sehr und haben viel heidnische Unart). Jego opinię podtrzymywali jeszcze XX-wieczni teologowie luterańscy, jak Otto Eißfeldt (1887–1973), który twierdził: „Chrześcijaństwo nie ma ani powodu, ani usprawiedliwienia dla trzymania się Estery [...]. Dla chrześcijaństwa uwaga Lutra powinna być rozstrzygająca”. Carl Heinrich Cornill (1854-1920) napisał: „Wszystkie najgorsze i najbardziej nieprzyjemne cechy judaizmu są w niej wyświetlane bez przebierań i tylko Aleksandria [tłumacząca na grekę] uważała za absolutnie niezbędne, by zatuszować najbrzydsze nagie miejsca kilkoma religijnymi łatami”. Podobne opinie wygłaszał też Bernhard Anderson (1916–2007) w The Place of the Book of Esther in the Christian Bible i inni protestanccy bibliści. W związku z przyjęciem przez zespół tłumaczy Starego Testamentu do Biblii Lutra jako podstawy Tekstu Masoreckego, Księga Estery z wersji hebrajskiej znalazła się w niej, a fragmenty tylko z greckiego umieszczono w Dodatku, pomimo iż Luter osobiście odrzucał ją jako „zbyt żydowską”.
Do kanonu żydowskiego została włączona w wersji hebrajskiej dopiero po Synodzie w Jamnii. W II wieku po Chr. sporządzone zostało przez mężów Wielkiej Synagogi nowe wydanie księgi. W Biblii Hebrajskiej znajduje się na ósmym miejscu, pomiędzy Lamentacjami a Księgą Daniela. Wraz z Pieśnią nad Pieśniami, Księgą Rut, Lamentacjami i Koheletem Księga Estery zaliczana jest w kanonie hebrajskim do „pięciu zwojów”.

## Treść Księgi

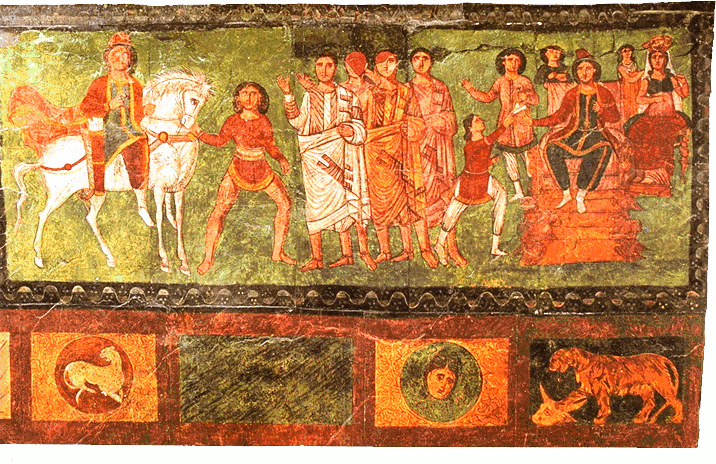
Sceny z Księgi Estery, polichromia z synagogi w Dura Europos, z ok. 244 roku, obecnie w Muzeum Narodowym w Damaszku

Na dworze króla Aswerusa w Suzie pojawiła się młoda żydówka Estera, która została nową królową, gdy Achaszwerosz oddalił swoją żonę Waszti. Opiekun Estery Mardocheusz zakazał jej wyjawiać swoje pochodzenie.
Odkrywszy spisek eunuchów przeciw królowi, Mardocheusz uprzedził Aswerusa o zamachu na jego życie. Tymczasem największemu dostojnikowi dworskiemu Hamanowi Agagicie udało się wymóc na królu dekret przeciw Żydom, na mocy którego mieli oni być zgładzeni w trzynastym dniu miesiąca adar (luty-marzec). Na polecenie Mordochaja Estera przekonała władcę do cofnięcia dekretu.
Haman postanowił ubiegać się u Aswerusa o powieszenie Mardocheusza, gdyż ten nie chciał mu się pokłonić. Król tymczasem przeczytał kroniki i przypomniał sobie o wykryciu spisku przez Mardocheusza. Zapytał więc Hamana, co powinien uczynić dla osoby, którą chciałby uhonorować. Haman, myśląc, że chodzi o niego, podał wyszukane propozycje, po czym otrzymał polecenie, aby sam w ten sposób uczcił Mordecheusza.
Estera wyjawiła królowi, że Haman wydał ją wraz z jej ludem na zagładę. Haman zostaje powieszony przez króla, a Mardocheusz zajął jego miejsce. Na prośbę Estery król zezwolił Żydom bronić się przed swoimi wrogami. Trzynastego dnia miesiąca adar Żydzi zabili w Suzie pięciuset mężów, a na prowincjach – 75 tys. swoich wrogów. Następnego dnia, na życzenie Estery, zgładzono także dziesięciu synów Hamana i trzystu wrogów.
Na końcu Księga Estery zawiera informację o tym, że dalsze wydarzenia z dziejów Aswerusa i Mardocheusza spisane zostały w Księdze dziejów królów Medii i Persji. Mardocheusz został drugą osobistością po królu i działał dla dobra swojego ludu.

## Tło historyczne
Księga zawiera opowieść o wydarzeniach w państwie perskiego króla Aswerusa. Wśród badaczy nie ma zgody co do historyczności lub też jej braku wydarzeń opisanych w księdze. Pierwszym, który zakwestionował historyczność księgi, był Johann Salomo Semler w 1773 roku, uważając ją za czystą fikcję literacką. W sporze o historyczność księgi podnoszone są cztery podstawowe kwestie: identyfikacja króla Aswerusa jako jednego z królów Babilonii, pozycja Estery na dworze jako królewskiej żony, wiek Mardocheusza w momencie opisywanych wydarzeń oraz liczba ofiar wśród przeciwników narodu żydowskiego.

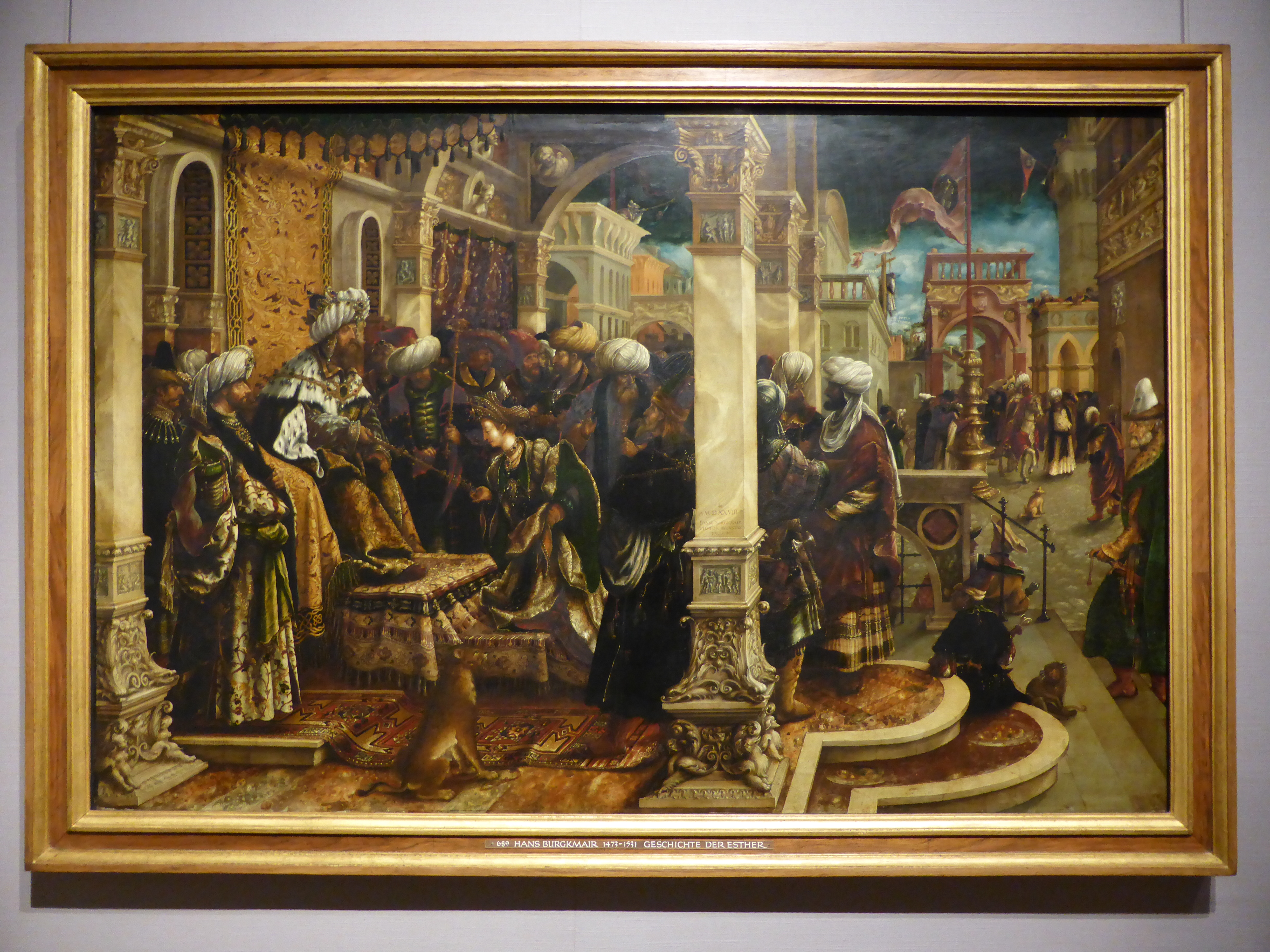
Hans Burgkmair starszy, Historia Estery, 1528, Stara Pinakoteka

Aswerus został zidentyfikowany jako Kserkses I, którego małżonką w opisywanym okresie była, według Herodota, Amestris, córka Otanesa, która ze względu na opisane cechy charakteru nie może być utożsamiana z Esterą. Dodatkowym argumentem przeczącym spekulacjom, że Amestris to Estera, jest fakt, że żona władcy miała do niego nieograniczony dostęp, a zgodnie z tekstem księgi zarówno Estera jak i jej poprzedniczka Waszti musiała zostać przez niego wezwana. Kserkses I jak każdy wschodni władca miał kilka pomniejszych żon oraz nałożnice. Jeżeli Waszti i Estera były takimi pomniejszymi żonami, to opisana przez księgę ich pozycja oraz proces oddalenia jednej i wyboru drugiej, a także brak innych wzmianek historycznych o nich nie stoi w sprzeczności z zachowanymi źródłami.
Jeżeli zgodnie z dosłownym odczytaniem Est 2,5 Mardocheusz został wzięty do niewoli w 597 roku przed Chr., za panowania Jehojachina, to w momencie opisanych wydarzeń miałby około stu jedenastu lat (a nawet 120–150), a jego bratanica również nie mogłaby być młodą dziewczyną. Jednakże w innej interpretacji tego wersetu można uznać, że wzięty do niewoli był jego dziadek Kisz, natomiast sam Mardocheusz urodził się już w Babilonii, na co wskazywałoby również jego imię.
Kolejnym elementem spornym jest liczba 75000 zabitych przez Żydów w dniu 13 Adar, która jest nie tylko znacznie wyższa od liczby Żydów wracających później z niewoli babilońskiej pod wodzą Zorobabela, ale także nie pojawia się w żadnych innych źródłach. Z drugiej jednak strony, jeśli doszło do otwartej walki, to liczba ofiar musiała być znaczna po obu stronach, gdyż edykt królewski pozwalał tylko na obronę, który to fakt obie strony być może wolały przemilczeć. Źródła perskie w okresie po bitwie pod Mykale są bardzo skąpe, roczniki królewskie zostały spalone na rozkaz Aleksandra Wielkiego, a dzieła św. Antoniusza z Syrakuz traktujące o czasach Kserksesa zaginęły.
Lingwistycznie słowo pur jest w Księdze Estery wyjaśniane hebrajskim terminem goral, w związku z czym niekiedy usiłowano umieścić opisywane wydarzenia w okresie panowania Kserksesa II (404–359 przed Chr.), jednak nie jest to możliwe, gdyż wtedy Egipt był już niezależny od Persji, co wprost przeczy informacjom podanym w księdze.

## Charakter religijny czy świecki?
Księga Estery w wersji hebrajskiej nie zawiera imienia Jahwe ani jego imion opisowych (Pan, Najwyższy itd.), dlatego przez niektórych badaczy uważana była za dzieło świeckie. Fragmenty znane jedynie z tekstu greckiego zawierają natomiast nie tylko słowa Pan i Bóg, ale obszerne teksty modlitw Mardocheusza i Estery. W wersji greckiej też księga weszła do kanonu chrześcijańskiego.
Egzegeci dokonywali rozmaitych prób wyjaśnienia braku odniesień do Boga w hebrajskiej wersji Księgi Estery. Anton Scholtz i Fulcran Grégoire Vigouroux tłumaczyli brak wzmianek o Bogu środowiskiem, w którym księga powstała, a mianowicie otoczeniem obcych religii perskich, jednakże Vigouroux zwracał uwagę, iż „Opatrzność Boża, kieruje wszystkimi wydarzeniami opisanymi w księdze”. Żydowscy egzegeci, jak Izaak Erama i Ahron z Halli twierdzili nawet, że oryginał księgi był w języku perskim, toteż nie mógł zawierać określeń Boga, z konieczności zaczerpniętych z tego języka, a zatem i religii. Ebenezra i inni tłumaczyli, że oryginał był hebrajski, ale miał być w zamyśle przetłumaczony na perski, więc z tego samego powodu pominięto te określenia.

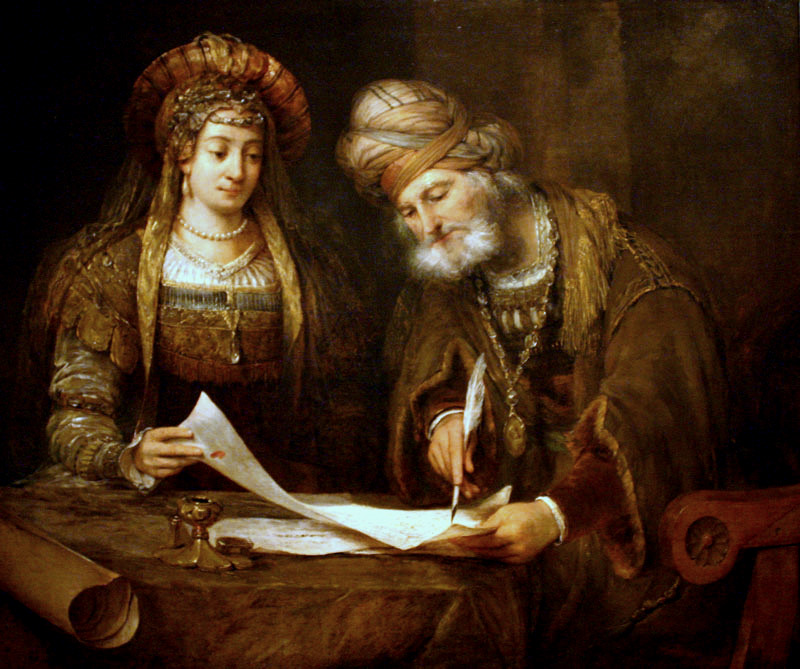
Aert Gelder, Estera i Mardocheusz piszą listy do Żydów, Museo Nacional de Bellas Artes w Buenos Aires

Heymann Steinthal i Albert H. Friedlander twierdzili, że Mardocheusz i Estera to były osoby zeświecczone na dworze perskim, niegodne by opisać je jako narzędzia Boga. Jampel i Brassac również sądzili, iż autor, lub „koła żydowskie” tworzące księgę były niezadowolone z niegodnego postępowania Mardocheusza i Estery. Księga jest dowodem na rozbudzony nacjonalizm w okresie wojen machabejskich, co odbiegało od celów stawianych wyznawcom judaizmu przez proroków. Dlatego też stawiano opory przed włączeniem jej do kanonu żydowskich ksiąg świętych (np. brak jej wśród rękopisów z Qumran, natomiast znajdują się tam fragmenty 4 Q 550, opisujące intrygę na dworze perskim i rolę w niej Żyda z rodu Benjamina, nazwane w związku z tym „proto–Esterą”). Katolicki biblista Johannes Schildenberger podważał koncepcje o świeckim, niegodnym w oczach Żydów zachowaniu bohaterów księgi, jako przyczynie jej „świeckiego” charakteru, wskazując że oboje zachowywali wierność narodowi i jego religii, z narażeniem własnego życia.
Lewis Bayles Paton przyczynę braku imienia Boga upatrywał w niedoskonałym jeszcze pojmowaniu Boga przez Żydów, twierdząc że „autor księgi wierzy w Boga, lecz nie posiada on takiej świadomości Jego istnienia, jak to jest zaznaczone w psalmach czy u proroków. Wielu bowiem Żydów w niewoli straciło wiarę w potęgę i wszechmoc Boga”. Stanisław Grzybek natomiast spekulował, że „Autor nie mógł w swej księdze wyraźnie mówić o Bogu, by z jednej strony nie zrazić już całkowicie do tego Boga, wielu wątpiących swoich współbraci, którzy w niewoli doznali licznych bolesnych cierpień i zawodów, a z drugiej strony nie chciał też drażnić i pogan, do których także docierała Est napisana w niewoli. Nie chciał swoim rodakom na siłę narzucać wiary w Boga. To, że sam był człowiekiem wysoce religijnym nie ulega najmniejszej wątpliwości, ale to także nie upoważniało go jeszcze do narzucenia swoich poglądów czytelnikom. [...] W ten sposób wydobyty z Est obraz Boga jego zdaniem miał zapaść jeszcze głębiej w umysły jego rodaków i bardziej zbliżyć ich do wiary ojców. Takie rozumowanie może doprowadzić nas do wniosku, że Est jest naprawdę religijną księgą i ani w treści ani w sposobie przeprowadzania swoich myśli wcale nie ustępuje miejsca innym księgom Starego Testamentu”.

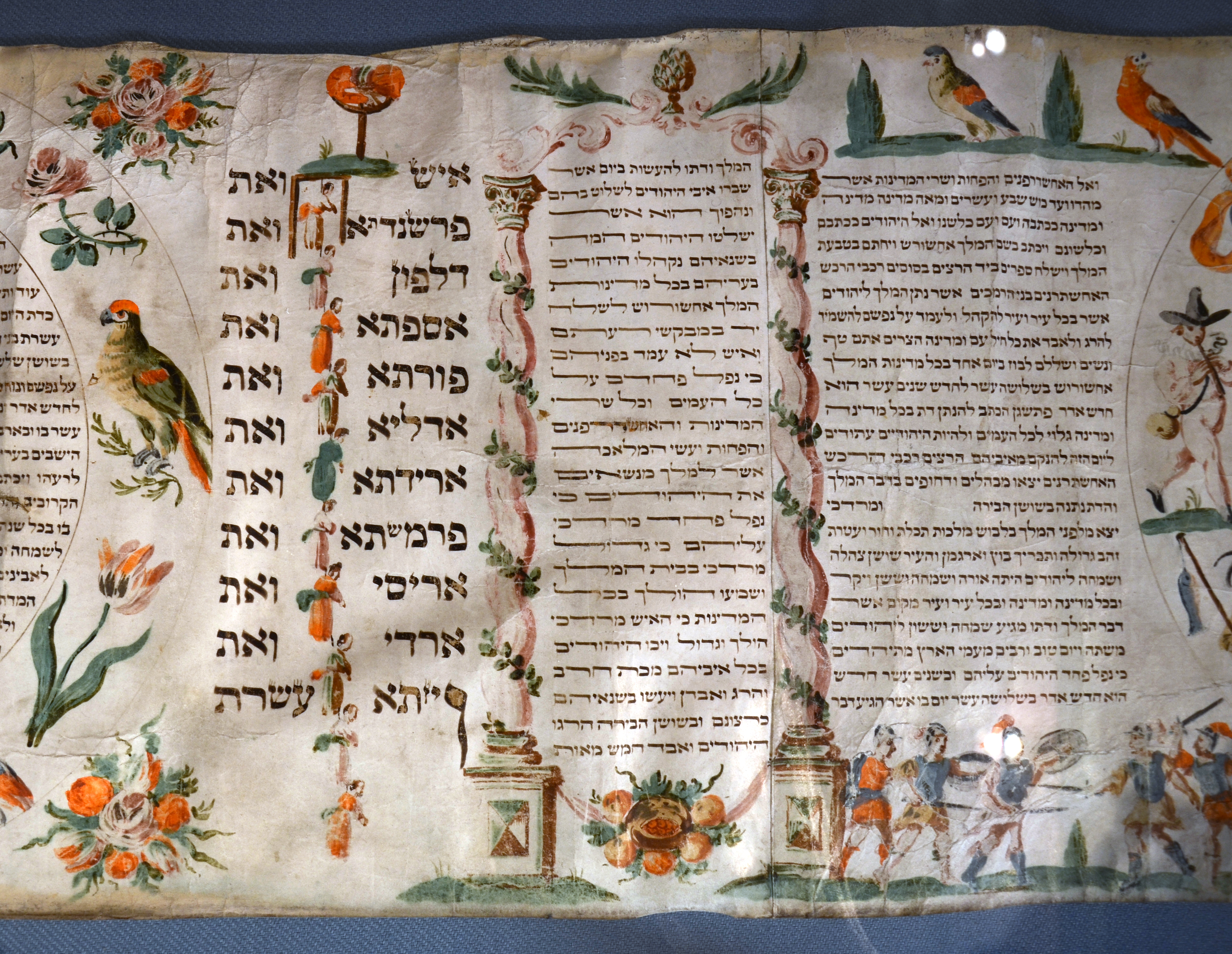
Fragment zwoju Księgi Estery do odczytywania podczas święta Purim, XVIII wiek, Joods Historisch Museum w Amsterdamie

Większość egzegetów upatrywała brak odniesień do Boga w świeckim charakterze święta Purim: „Poza nieustannymi zabawami, tańcami i niezwykle swobodnym wzajemnym zachowaniem się, uroczystość ta była przeplatana piciem wina, złowrogimi okrzykami i przekleństwami pod adresem Amana, jak również pochwałami wygłaszanymi na cześć Mardocheusza. Nic więc dziwnego, że w czasie odprawiania takiego «święta» lepiej było dla uniknięcia zniewagi Boga pominąć w tekście odczytywanej księgi wszelkie religijne momenty”. Grzybek zwracał jednak uwagę, iż Purim w swoich początkach nie było takim, ale jedynie uroczystością wyrażającą radość z odniesienia przez Żydów zwycięstwa nad ich wrogami. Schildenberger uważał, iż bez względu na sposób obchodzenia „Purim, to nie żadne religijne, ani związane z jakimś kultem Bożym izraelskie święto, to tylko zwykła pamiątka, rocznica zwycięstwa Żydów nad Persami, to całkiem świeckie święto [...]. Ojczyzną jego jest Persja, miejsce w którym Żydzi nie mieli własnej świątyni, nie odprawiali publicznego kultu i nie wzywali jak twierdzi prorok Daniel uroczyście imienia Pańskiego”. Grzybek polemizując z nim zwracał uwagę, że „w niewoli Żydzi wszystkie święta obchodzili tylko w rodzinnym gronie, podczas czego odczytywali teksty ksiąg świętych podnosząc się w ten sposób na duchu i zachęcając wzajemnie do wytrwania we wierze ojców. Nie widzimy racji dla których nie mieliby robić tego samego w czasie obchodu święta Purim”.
Żydowski biblista D. Kahn uznał, że autorzy wersji hebrajskiej przez to pominięcie chcieli wykazać, iż religia Żydów nie miała żadnego znaczenia w opisywanych wydarzeniach i tego zdania był także Izaak Cylkow. On też wskazywał, iż w wersji greckiej słusznie nadano księdze charakter religijny, aby jej „trwałą powagę zapewnić” oraz w lepszym świetle ukazać Mardocheusza i przesunąć akcent z piękności kobiety na mądrość. Odnośnie do tej zasadniczej różnicy między tekstem greckim a hebrajskim André Barucq twierdził, że: „dodatki greckie nie mogą świeckiej księgi uczynić księgą religijną, one co najwyżej mogą wyjaśnić to, czego autor hebrajski nie dopowiedział i czego każe się nam samym domyślić”. Siegmund Jampel stanowczo bronił innego wyjaśnienia tej kwestii przez część badaczy, a mianowicie że Księga Estery w wersji hebrajskiej pierwotnie zawierała imię Boga, będąc stricte religijną (i ta pierwotna jej wersja została przetłumaczona na grekę), a dopiero w późniejszych latach, gdy święto Purim uległo zeświecczeniu, wykreślono imię Boga i usunięto z niej w sztuczny sposób wszelki religijny pierwiastek.

## Gatunek literacki
Księga Estery wyróżnia się na tle innych ksiąg swoimi walorami artystycznymi. Uważana jest przez egzegetów za midrasz na tle historycznym, powieść na rdzeniu historycznym, legendę dworską, a także legendę etiologiczną.
Oprócz wątków historycznych Księga Estery zawiera motywy baśniowe, mitologiczne i poetyckie. Hermann Gunkel zaliczał ją do powieści historycznych. Carl Heinrich Cornill twierdził, że w Księdze Estery można dostrzec ślady wydarzeń z okresu wojen machabejskich, np. data obchodów Święta Purim pokrywa się z dniem, w którym Juda Machabeusz zwyciężył Nikanora (1 Mch 7, 49; 2 Mch 15, 36). Robert Henry Pfeiffer uważał księgę za dzieło literackie, które za Jana Hirkana (134–104 przed Chr.) miało uzasadniać kilkudniowe obchody zwycięstwa nad Nikanorem. Wątek podobnej opowieści był przypuszczalnie znany autorowi ze źródeł perskich.
Z motywów mitologicznych Peter Jensen i Heinrich Zimmern dostrzegali w Księdze Ester konflikt pomiędzy bogami babilońskimi (Ester – Isztar, Mardocheusz – Marduk) a elamickimi (Waszti – Maszti, Haman – Humman), a nazwę purim wywodzono z języka akadyjskiego puhru („zgromadzenie bogów”). Julius Lewy i Paul de Lagarde doszukiwali się w Święcie Purim pierwowzoru perskiego święta Farwadigan.

## Purim
Na cześć tych zajść w prowincjach wyznaczono czternasty dzień miesiąca adar, a w stolicy na piętnasty dzień na Święto Purim (obecnie w miastach otoczonych murami w dniu wejścia Żydów pod wodzą Jozuego do ziemi Kanaan, obecnie kryteria te spełnia jedynie Jerozolima), na dzień zabawy i biesiadowania dla wszystkich Żydów, natomiast praca w ten dzień nie jest zakazana. Już w okresie Miszny czytano rankiem w Purim, potem zaś w wigilię tego święta.

## Interpretacja teologiczna
Kościół opierający się od początku na greckim tekście Księgi Estery, w jej interpretacji uwzględniał zarówno fabułę wspólną z tekstem hebrajskim, jak i treść modlitw Estery i Mardocheusza, znanych jedynie z Septuaginty. Jak zaznaczają jednak bibliści, np. katolicki Johann Göttsberger (1868–1958) i protestancki Helmer Ringgren (1917–2012), wersja grecka nie wnosi żadnych dodatkowych treści teologicznych, ale jedynie je bardziej wyjaśnia. Uznając to za podstawę interpretacji teologicznej Stanisław Grzybek streszcza ją słowami: „Księga Estery należy do tych nielicznych ksiąg Starego Testamentu, które zostały napisane specjalnie w tym celu, aby jej czytelnikom przedstawić wyraźnie naukę o Opatrzności Bożej czuwającej stale nad losami swojego narodu”. Autor księgi, dzięki zastosowaniu midraszu, jako rodzaju literackiego, pomijając wiele znanych powszechnie szczegółów historycznych, „główny nacisk kładzie na pouczenie religijno-moralne, które jest w ogóle naczelnym celem tej jego księgi”. Jako podstawowe treści teologiczne księgi ks. Grzybek wymienia:
- Wszystkie teologiczne myśli opierają się na podstawowym zagadnieniu przymierza Boga ze swoim narodem wybranym. Myśli o tym przymierzu przewijają się przez całą księgę i są właściwie jedynym źródłem i pobudką do działania dla Mardocheusza, Estery i całego narodu wybranego. Mardocheusz zachęcający Esterę do działania, przekonuje ją właśnie argumentami wypływającymi z przymierza Boga z Izraelem.
- Dekalog najwyższą normą wiary i moralności – Żydzi walczą, dopominając się o swoje religijne swobody. W takiej interpretacji Księga Estery nie tylko nabiera wyraźnie religijnego charakteru, ale staje się jasne, że główną pobudką do jej napisania, było ze strony autora usiłowanie rozstrzygnięcia, pewnych religijnych trudności. Autor cel swój osiągnął dzięki zaakcentowaniu zasadniczej roli Dekalogu i Przymierza w codziennym życiu narodu wybranego.
- Bóg jedynym stwórcą i wspomożycielem oraz królem wszystkich narodów – Zdaniem autora księgi Bóg to realnie istniejący władca, w przeciwstawieniu do bożków pogańskich, które nie istnieją oraz Król, który karze swoich podwładnych za upadki i przestępstwa przeciwko Niemu, ale równocześnie daje im nadzieję ostatecznego ich wybawienia. „Król, od którego zależni są wszyscy inni królowie ziemscy, choćby najbardziej potężni, dlatego bo On jest Królem bogów i władcą nad wszystkimi władcami”. Takie ujęcie Boga-Króla jest podobne do tego z Psalmu 109/110.
- Bóg jest święty, sprawiedliwy, wszystkowiedzący i miłosierny. Można całkowicie zaufać takiemu Bogu.
- Sprawiedliwość Boża w Starym Testamencie domaga się odpowiedzialności zbiorowej, ale Estera, w oparciu o Ez 18, zna już odpowiedzialność jednostkową. Dowodem jest działanie Boga w życiu Hamana, Waszti, Mardocheusza i Estery.
- Wszechmoc Boga utożsamia się z Jego wolą. Izraelici byli przekonani, że Pan Bóg wszystko wykona, co zechce. Potrafi pokrzyżować plany nawet najmocniejszych ludzi, zniweczy zamiary królów i swój cel osiągnie.
- Przymiotem Bożym mocno podkreślonym w księdze jest Miłosierdzie Boże – Wiara w nie Izraelitów była bardzo żywa w czasie niewoli zarówno babilońskiej jak i perskiej, a Księga Estery jest jej żywym i autentycznym świadectwem. Mardocheusz i Estera modlą się dlatego, że liczą na miłosierdzie Boże. Miłosierdzie to jest równocześnie wyznaniem ich wiary w Opatrzność Bożą. Miłosierdzie Boże nosi w księdze charakter uniwersalny. Bóg ukazuje się jako obrońca całego uciśnionego narodu, niemniej pamięta o jednostkach. Jest skory do odpuszczania win, bogaty w miłosierdzie szczególnie dla słabych i uciśnionych, a takimi są Żydzi przebywający w niewoli perskiej.
- Troska o człowieka wypływa z miłości do niego samego. Sama Estera daje wielki dowód swojej miłości, ryzykując własne życie, aby ocalić życie swoich bliźnich. Świadczą o tym jej słowa: pójdę do króla, a jeśli zginę, to zginę, które są „wyrazem wielkiej ofiarnej miłości bliźniego i właściwie już niewiele różnią się od wzoru tej miłości jaki zostawił nam w Nowym Testamencie sam Jezus Chrystus”[58].

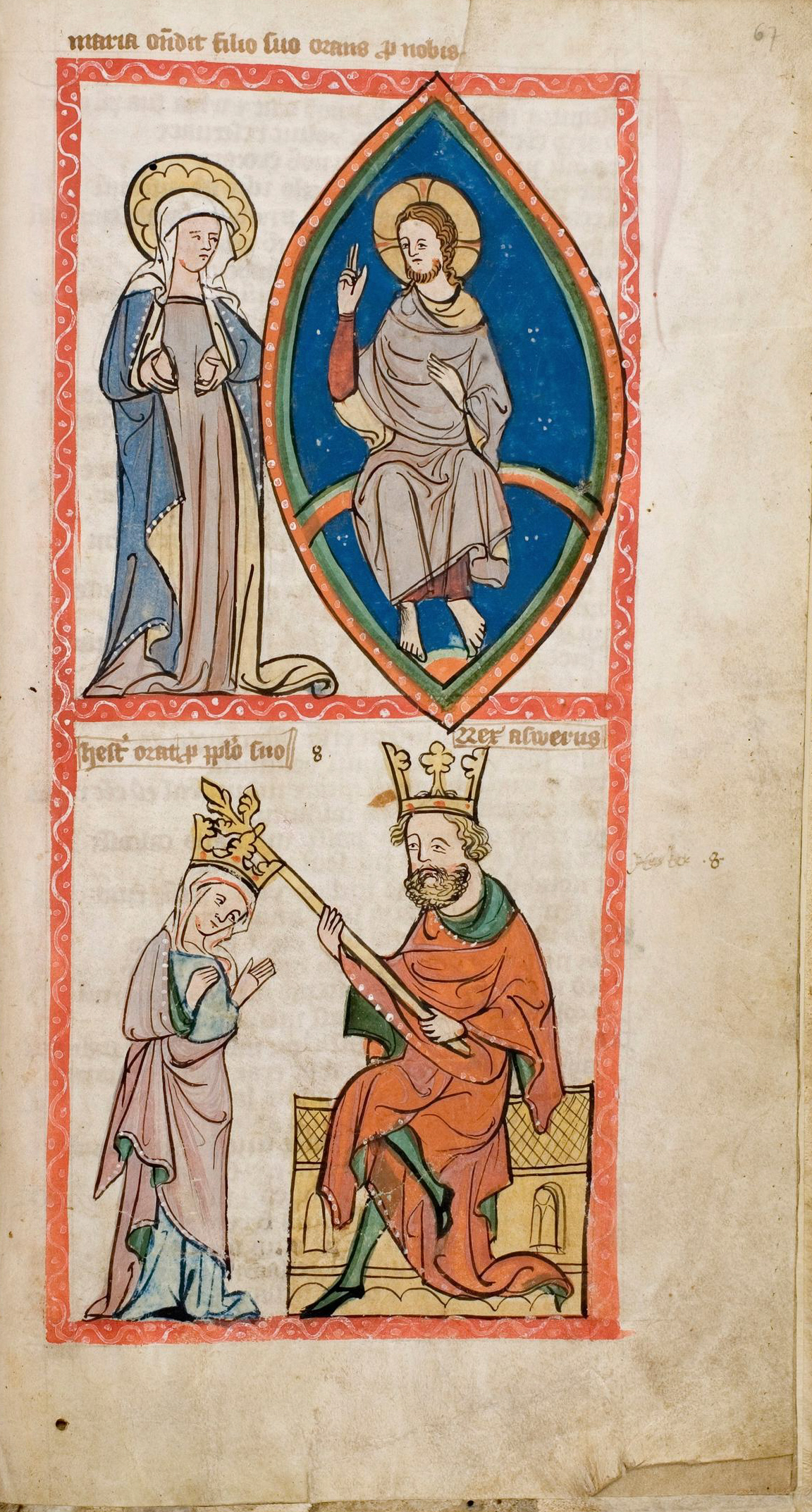
Maryja i Jezus, Estera i Aswerus, ilustracja w Speculum Humanae Salvationis, 1360 rok

Uzupełnieniem obrazu Boga w Księdze Estery w teologii chrześcijańskiej jest postrzeganie postaci Estery, jako typu Maryi. Biblistka Maria Ko Ha-Fong twierdzi nawet, że „Esterę można uważać za paradygmat postaci kobiecej w Biblii”. Purim to święto odwrócenia losu” (słowo pur znaczy los i pochodzi z perskiego, skąd termin ten przejął język hebrajski, w liczbie mnogiej: purim), polegające na przypomnieniu, że Bóg wybawia swój lud, odwracając jego losy. I właśnie Estera zapoczątkowała to odwrócenie losu. „Estera to wzór wiary w Boga i miłości do swego narodu. Dzięki tej młodej kobiecie dobro zwycięża zło, życie się odradza, radość znowu rozjaśnia oblicze Izraela. Estera pozostaje w żydowskiej tradycji żywym znakiem radości i nadziei”. Maryja jak Estera i bardziej niż ona patrzy z realistycznym optymizmem na scenę świata, z nadzieją przeżywa dole i niedole historii. Ufa Bogu Wszechmocnemu, który uczynił i wciąż czyni wielkie rzeczy. Śpiewając swoje Magnificat Maryja głosi, świadczy i celebruje zwycięstwo Boga. Pieśń Maryi wykracza poza radość Purim, celebrując przewrót — ostateczne odwrócenie losu ludzkości.
Wojciech Życiński streścił sens teologiczny w słowach: „Księga Estery opisuje wyzwolenie Ludu Bożego dzięki pośrednictwu niewiasty”. Estera dokonała tego posługując się jedynie pośrednictwem, czy wstawiennictwem u króla. „Z tego też powodu teologia katolicka postrzega w Esterze typ Maryi. Chodzi zwłaszcza o doktrynę z zakresu pośrednictwa na rzecz nowego Ludu Bożego, czyli Kościoła. Estera pośredniczyła w przekazaniu królowi prośby Mardocheusza i Żydów. Decyzja jednak należała do króla. Maryja pośredniczy między ludźmi a Bogiem, do którego Kościół kieruje swoje prośby. Dawcą łaski nie jest Maryja, ale Bóg”. Obie niewiasty odznaczały się silną i wytrwałą wiarą, o czym świadczyć mogą modlitwy Estery (Est 4, 17j-z) i Maryi (Łk 1, 46–55).
Estera jest też w tradycji katolickiej typem Maryi Królowej. Stanisław Biel zwraca uwagę, że Estera „odznacza się cechami, które charakteryzują godność kobiety jako królowej: pięknem wewnętrznym i zewnętrznym, wybraniem i szczególną misją dziejową, macierzyńską troską o lud, godnością, głębią i mądrością, odwagą, wielkim zaufaniem Bogu”. Jakub Górka zamieścił w swym opracowaniu modlitwę wyrażającą przekonanie o tym, że bohaterka Księgi Estery jest figurą Maryi:

Jak niegdyś wdzięczna Estera stanęła przed królem i mówiła: Jeślim znalazła łaskę w oczach twoich, o królu... daj mi naród mój, za którym się wstawiam – tak Ty, o Maryjo, wstawiaj się za nami do Syna swego, wypraszaj potrzebne łaski i zbawienie wieczne. Ty możesz więcej niż Estera u Aswerusa, Ty możesz wszystko, co się nie sprzeciwia mądrości i dobroci Bożej.